# Along Came Auntie
Along Came Auntie è un cortometraggio comico del 1926 diretto da Fred Guiol e Richard Wallace sotto la supervisione di F. Richard Jones.
 
Sceneggiato a più mani, il film venne prodotto da Hal Roach, con Glenn Tryon nella parte del protagonista, Vivien Oakland in quelli della moglie, Oliver Hardy nel ruolo dell'ex marito e, nella parte della cameriera, Martha Sleeper.

## Trama
Una donna (Oakland) ha due mariti: uno è ancora in carica (Tryon) l'altro invece è divorziato (Hardy), ma ancora follemente innamorato di lei.
La donna, dato che è a corto di soldi, sta per ricevere 100.000 dollari, ma non deve sapere della duplice relazione di lei.
Intanto affitta la villa a dei pensionati: uno che risponde all'annuncio è un musicista dilettante, il suo ex marito!

## Produzione
Il film, prodotto dagli Hal Roach Studios, venne girato negli studi californiani della casa di produzione, al 8822 di Washington Blvd. a Culver City, dal 9 aprile al 24 aprile 1926.
Colmare il vuoto lasciato da Harold Lloyd negli studi Roach fu difficile, almeno fino al consolidamento di Stanlio & Ollio. In questo periodo di transizione, ebbe molto successo l'attore Glenn Tryon, che lavorò con bravissimi comprimari (primo fra tutti Oliver Hardy).

## Distribuzione
Distribuito dalla Pathé Exchange, il film - un cortometraggio in due bobine - uscì nelle sale statunitensi il 25 luglio 1926.
La pellicola, rimasterizzata, è stata distribuita in varie edizioni in DVD. Nel 1999, il film uscì sul mercato in The Lost Films of Laurel and Hardy, The Complete Collection, Volume Three, un'antologia che comprendeva sei pellicole, risalenti agli anni dal 1922 al 1929, della famosa coppia di comici americani.